# مستقبل مماثل لـD1
المستقبلات المماثلة لـD1 هي عائلة فرعية من مستقبلات الدوبامين التي ترتبط بالناقل العصبي داخلي المنشأ دوبامين. تتكون العائلة الفرعية المماثلة لـD1 من مستقبلين مقترنين بالبروتين ج مرتبطين بالوحدة الفرعية ألفا Gs ويتوسطان نقل عصبي استثاري هما D1 وD5.